# Wachendorfia
Wachendorfia é um género botânico pertencente à família Haemodoraceae restrito à África do Sul.

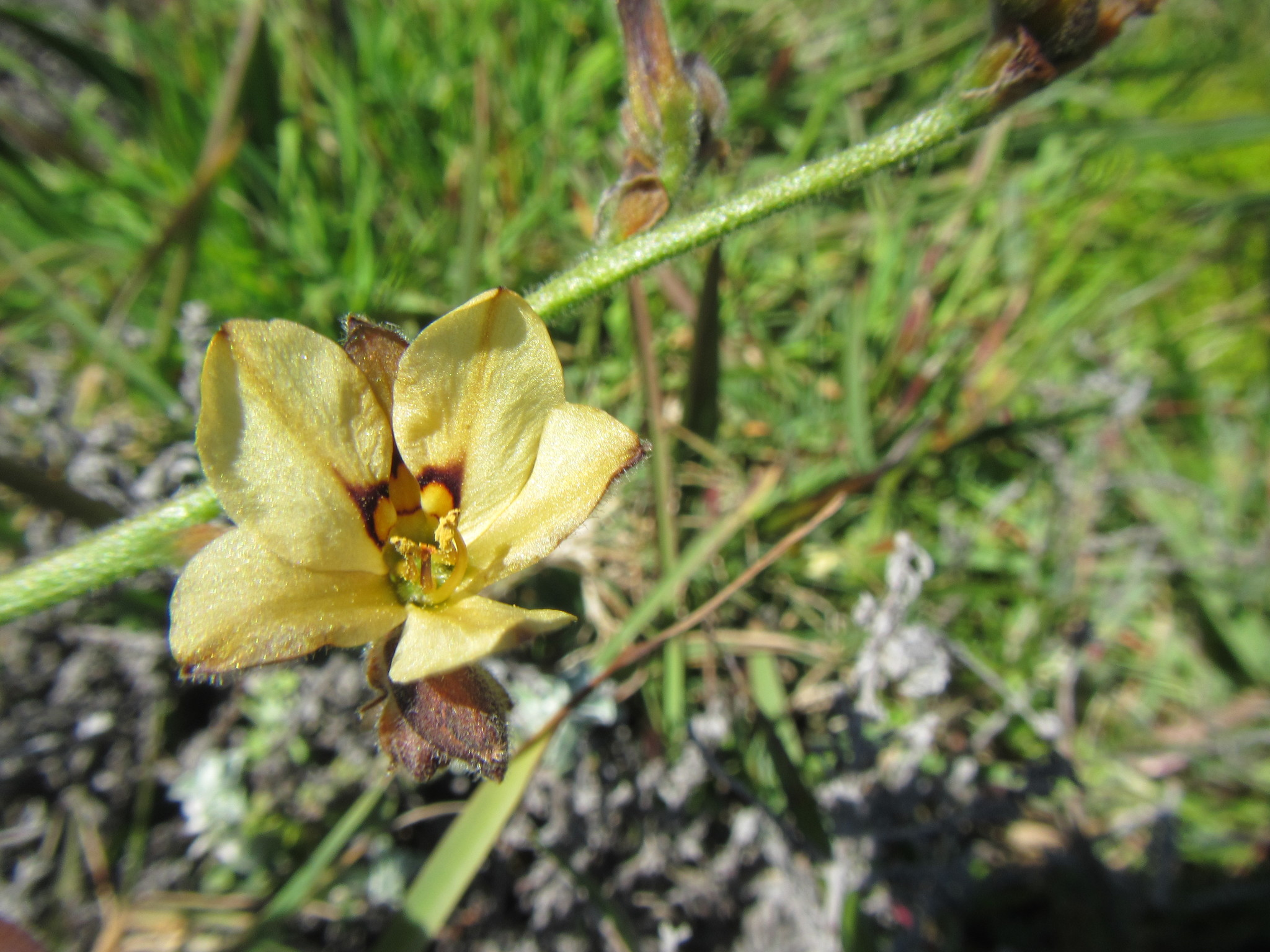
W. brachyandra
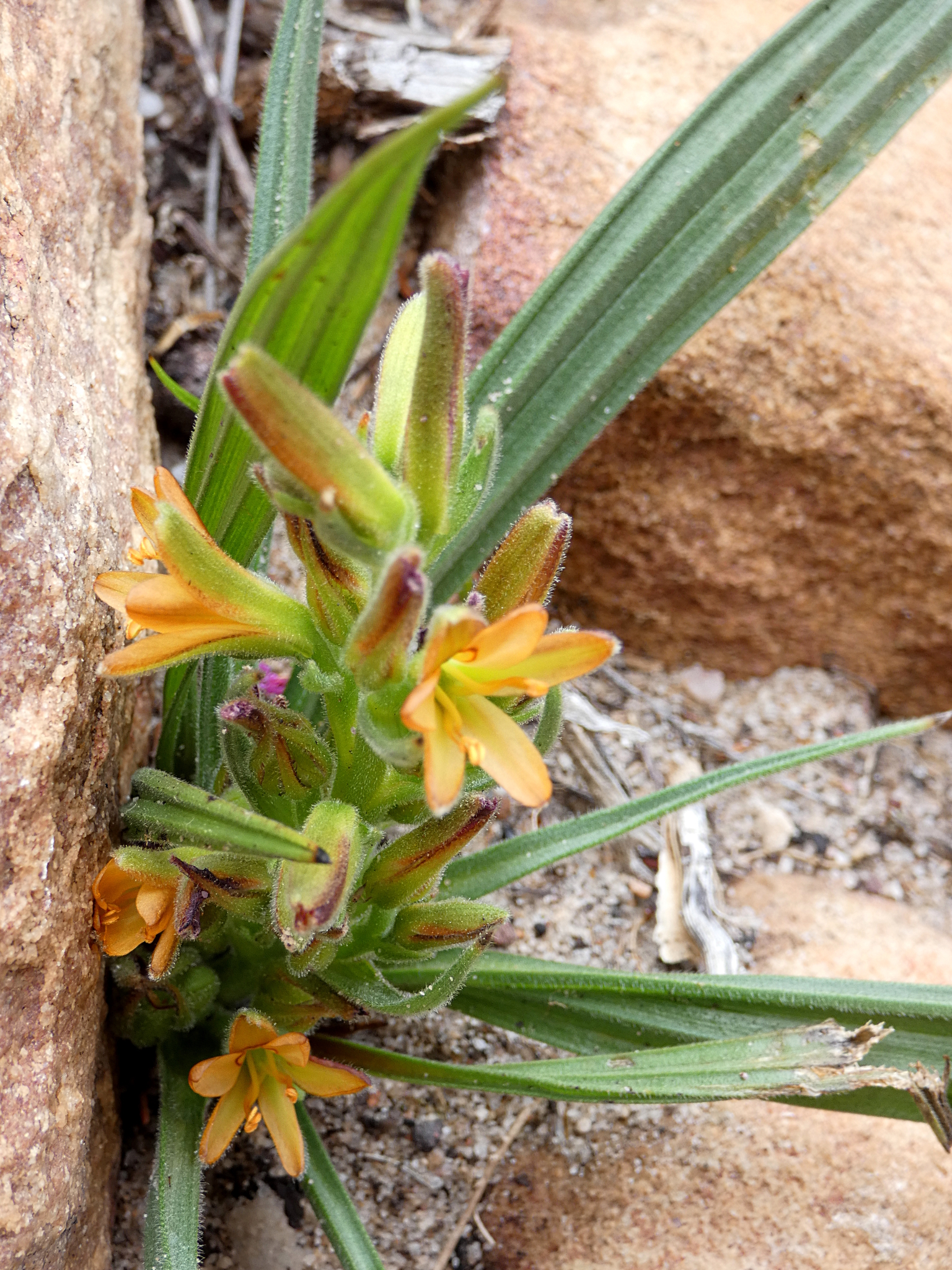
W. multiflora
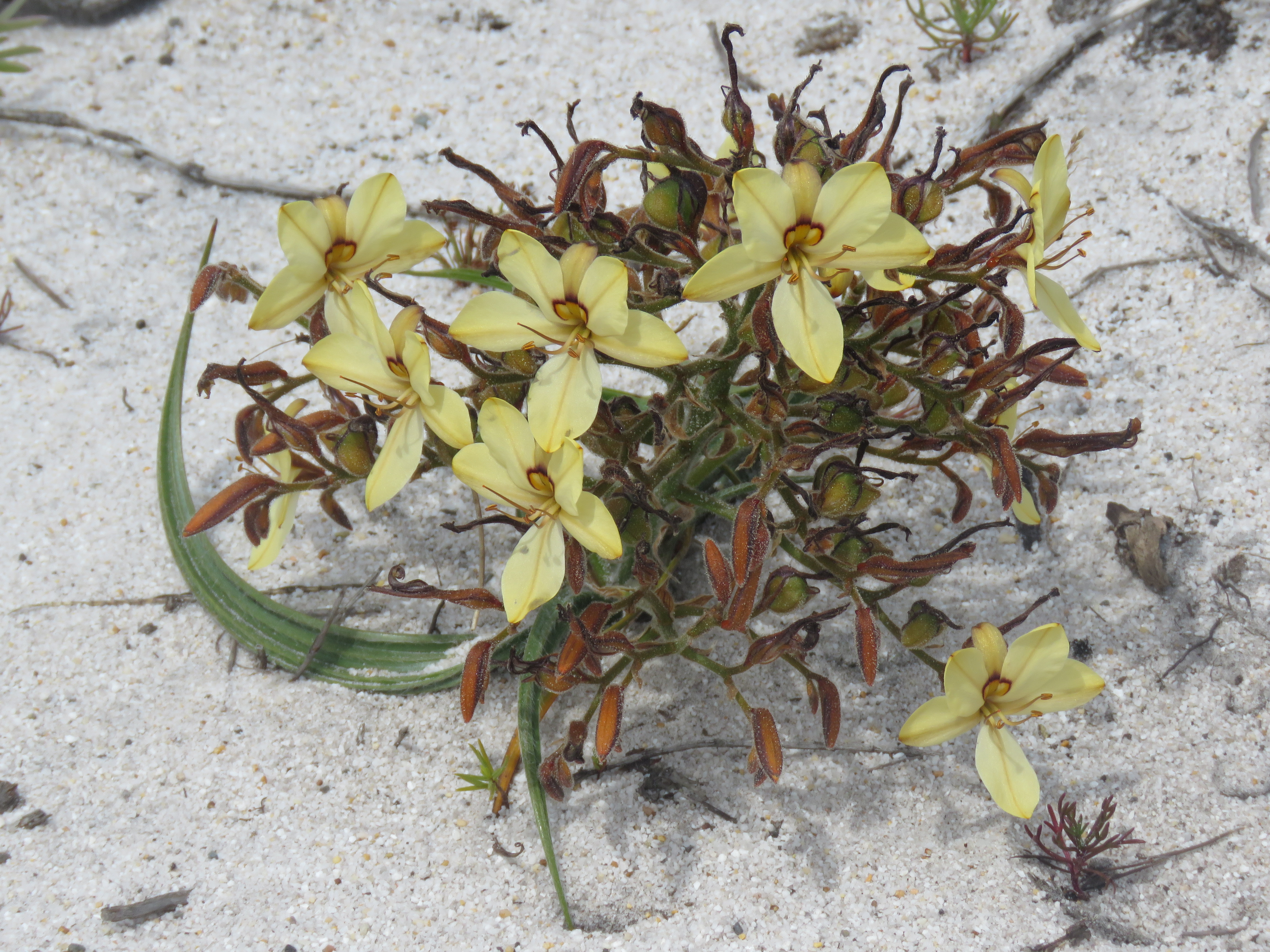
W. paniculata
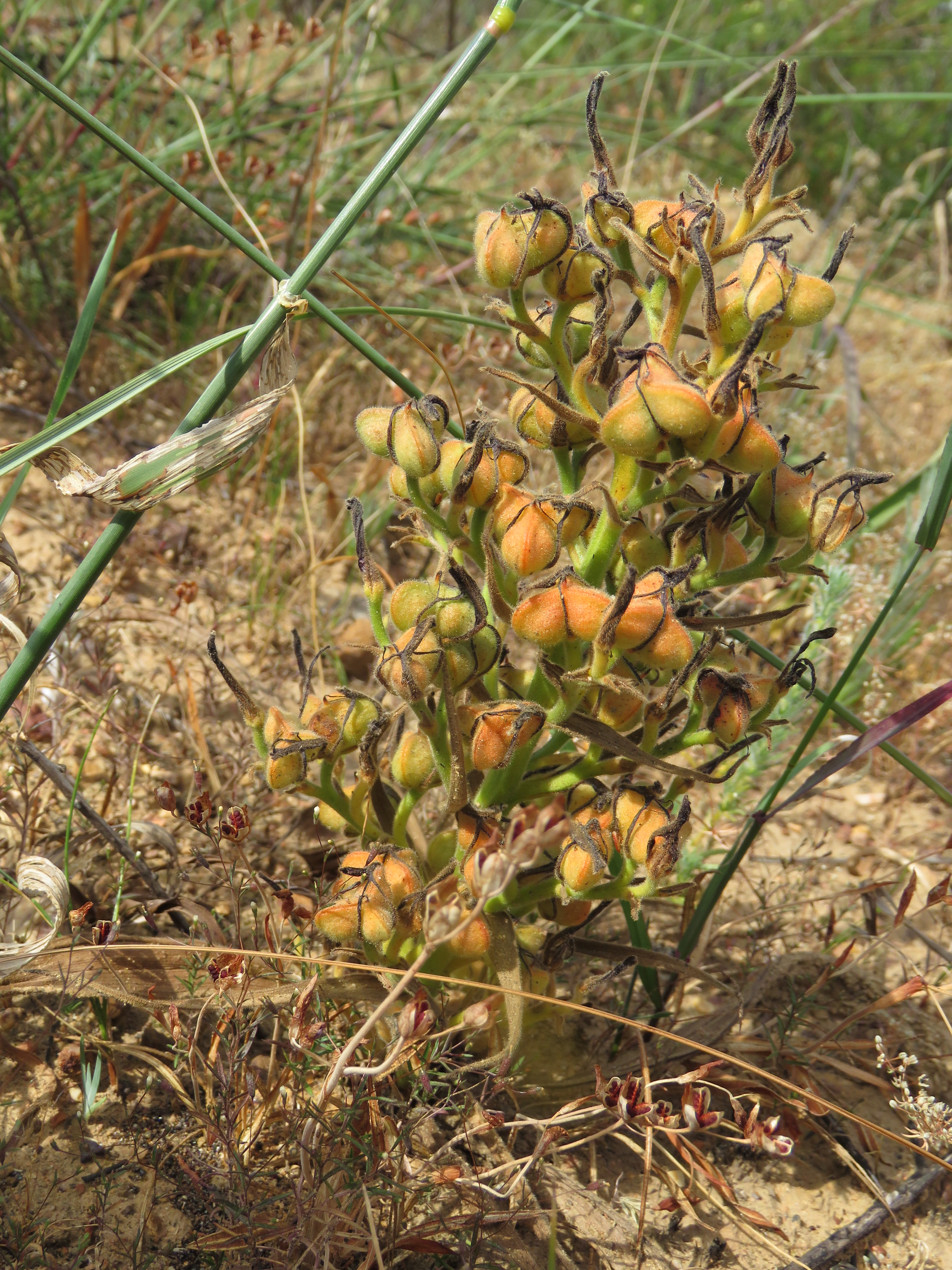
W. paniculata frutificação
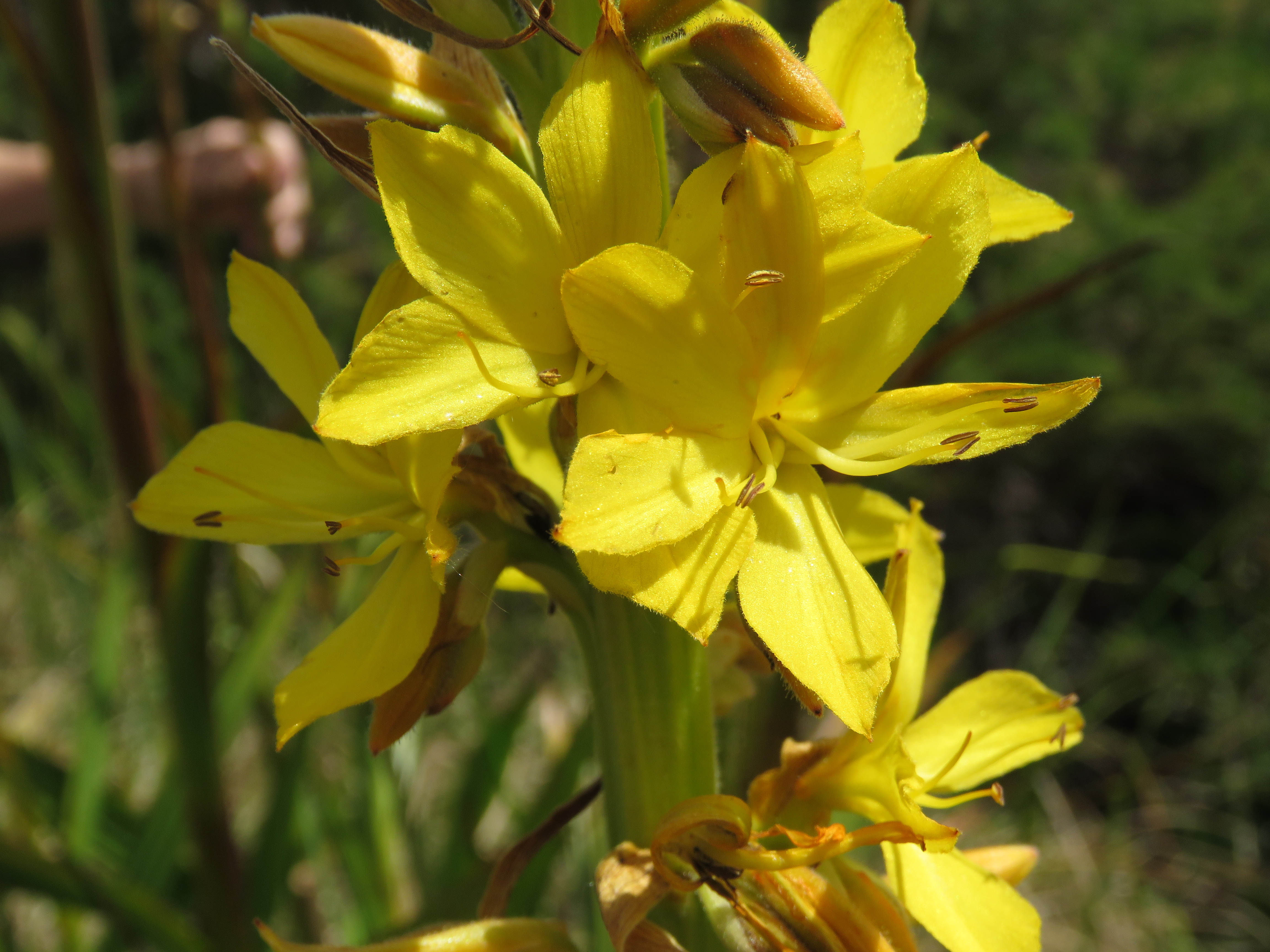
W. thyrsiflora flores